# Slot Belvedere

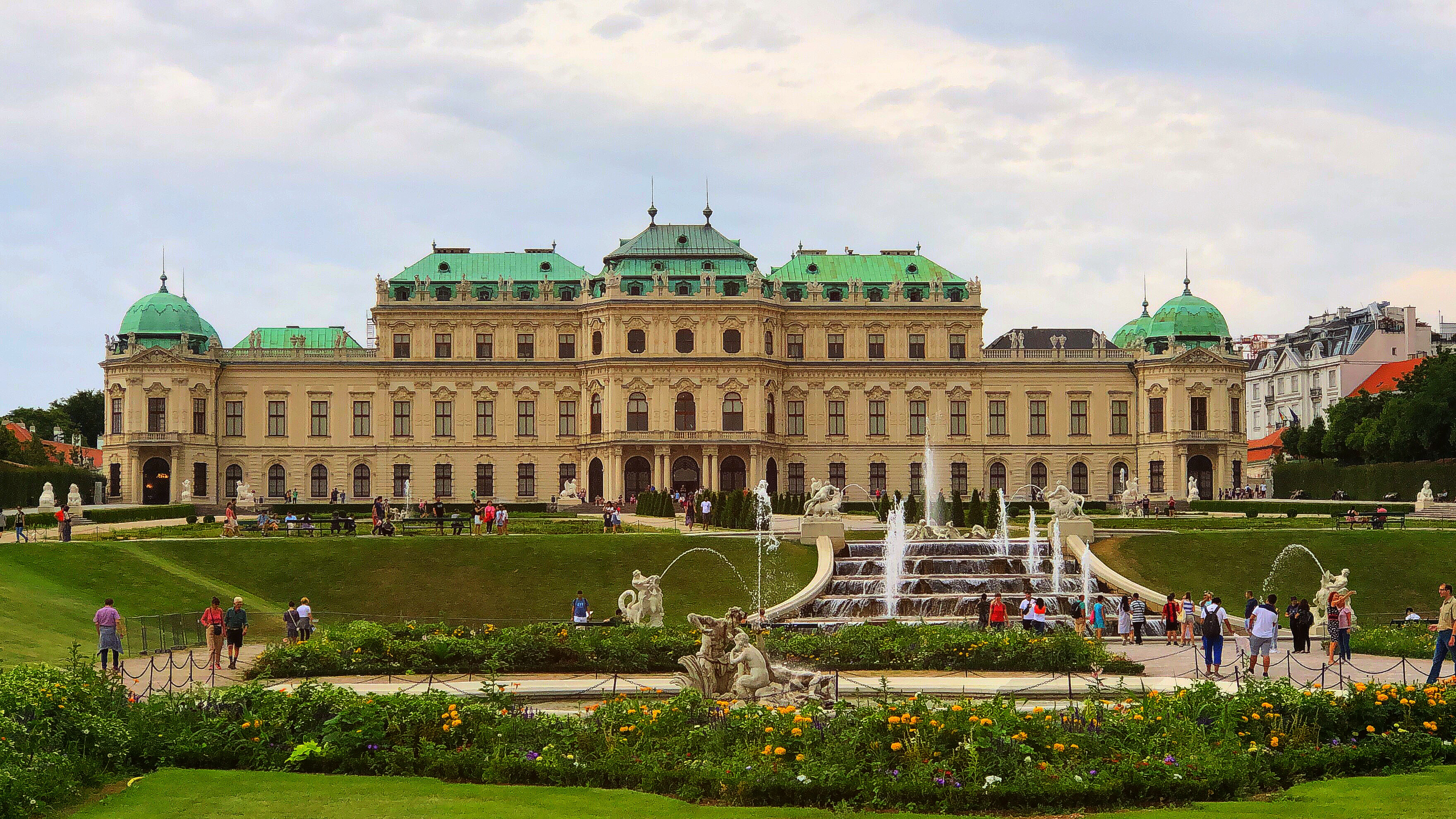
Het Obere Belvedere

Het Slot Belvedere (Duits: Schloss Belvedere of Wien Schloss Belvedere) is een barok paleizencomplex in Wenen (district Landstraße) dat door Johann Lukas von Hildebrandt (1668-1745) werd ontworpen voor Eugenius van Savoye (1663-1736). Het bestaat uit het Obere Belvedere en het wat oudere Untere Belvedere, die worden verbonden door een tuin.
Het Untere Belvedere fungeerde als het zomerverblijf van Eugenius van Savoye. Het werd ontworpen en gebouwd tussen 1714 en 1716. Ondanks zijn relatief bescheiden formaat kan het zich qua architectuur meten met het Obere Belvedere, dat in 1721-1722 volgde. Dit gedeelte was bestemd als onderkomen voor Eugenius' bibliotheek en zijn kunstcollectie. Daarnaast was het ook bestemd voor vorstelijke ontvangsten en hofceremonies.
Het complex laat Hildebrandts barokke talent zien om de ruimte scenografisch te behandelen en de tuinen, terrassen en vijvers op te laten gaan in de architectuur.
De gebouwen van het Belvedere huisvesten sinds 1903 de Österreichische Galerie Belvedere met werken van schilders als Frans Francken (II), Gustav Klimt en Egon Schiele. Een aantal belangrijke Klimt-werken was begin 2006 voor het laatst te zien: deze moesten na zes jaar procederen worden teruggegeven aan de erfgenamen van de eigenaren, de familie Bloch-Bauer, die tijdens de Tweede Wereldoorlog was onteigend. In de Belvedere hangt onder meer Klimts De kus.

## Varia
- De poort van het slot is afgebeeld op het 20 eurocent muntstuk van Oostenrijk.

## Afbeeldingen

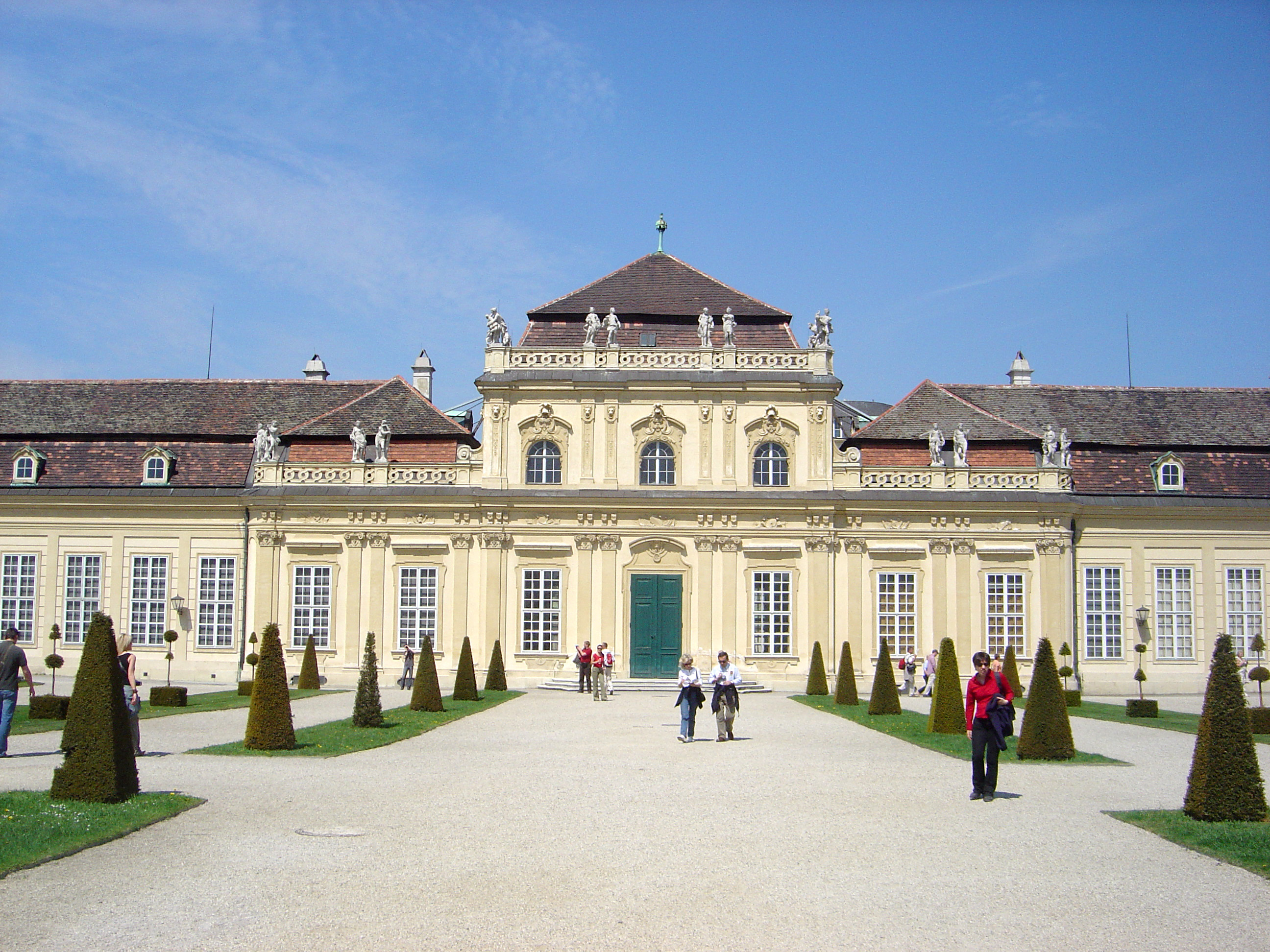
Het Untere Belvedere
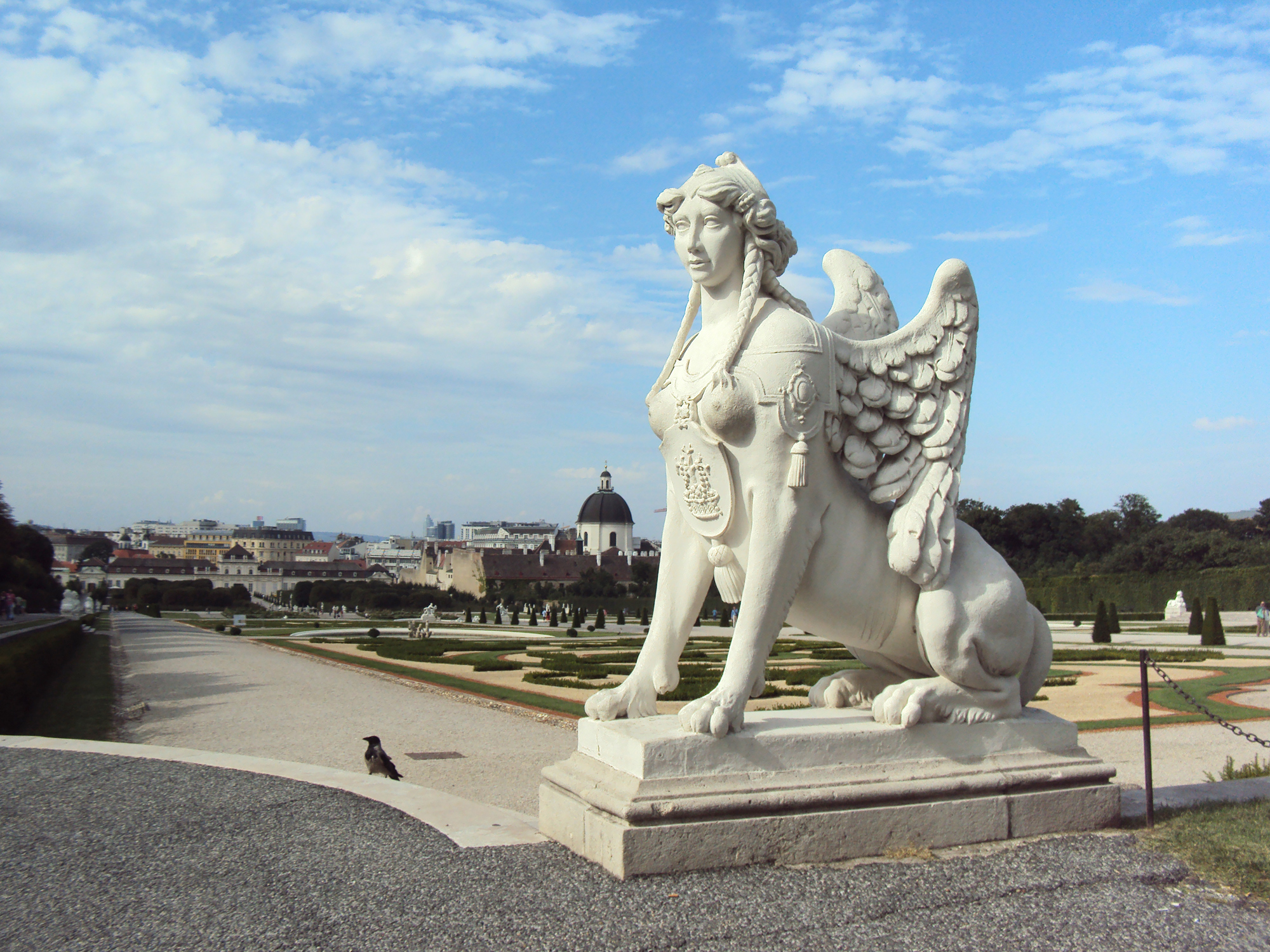
Sfinx op het bordes van de Obere Belvedere. Op de achtergrond de tuinen tussen het Obere Belvedere en Untere Belvedere.
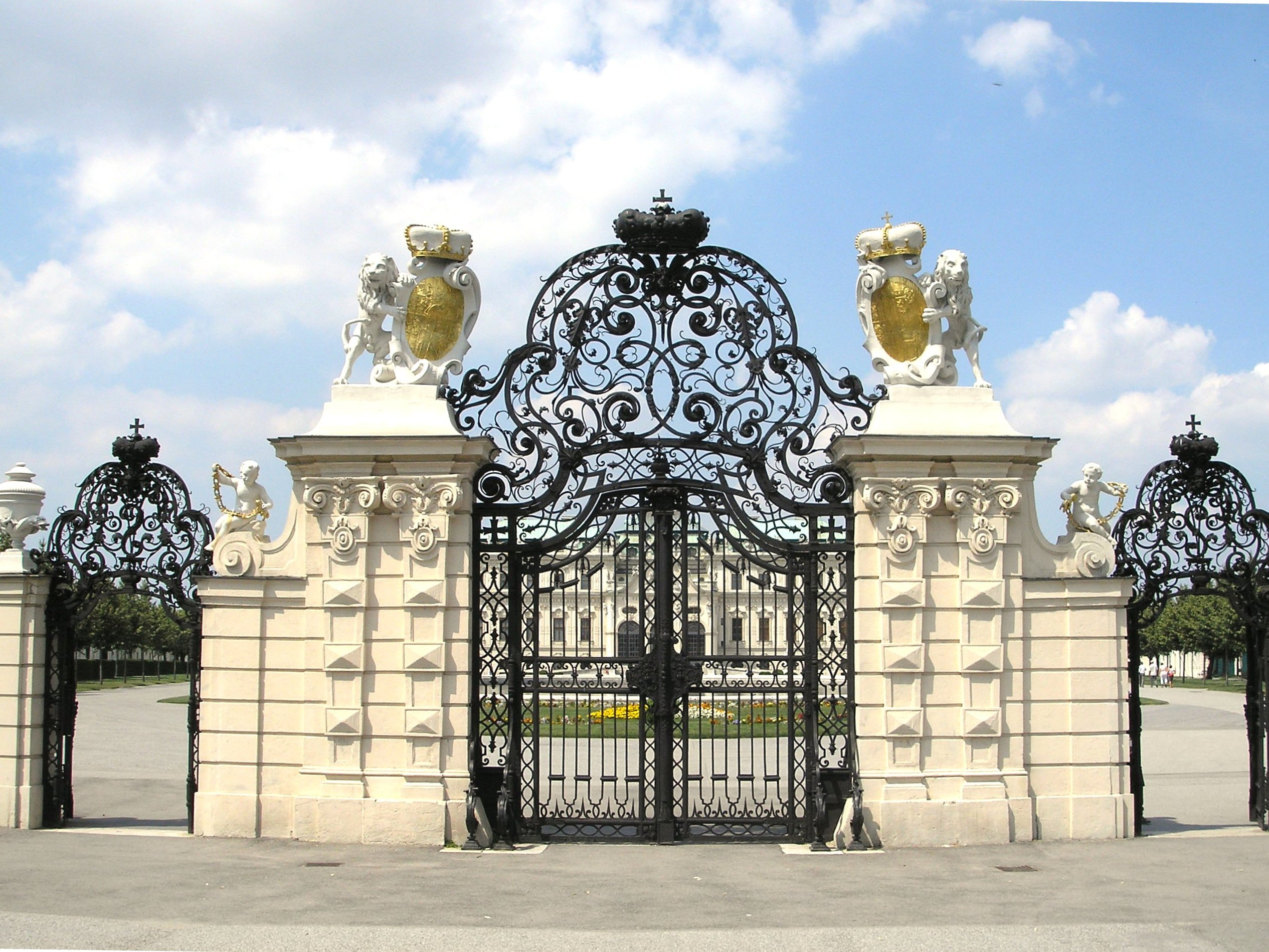
De hoofdingang naar het Obere Belvedere met leeuwen die het wapen van de prins van Savoye dragen.
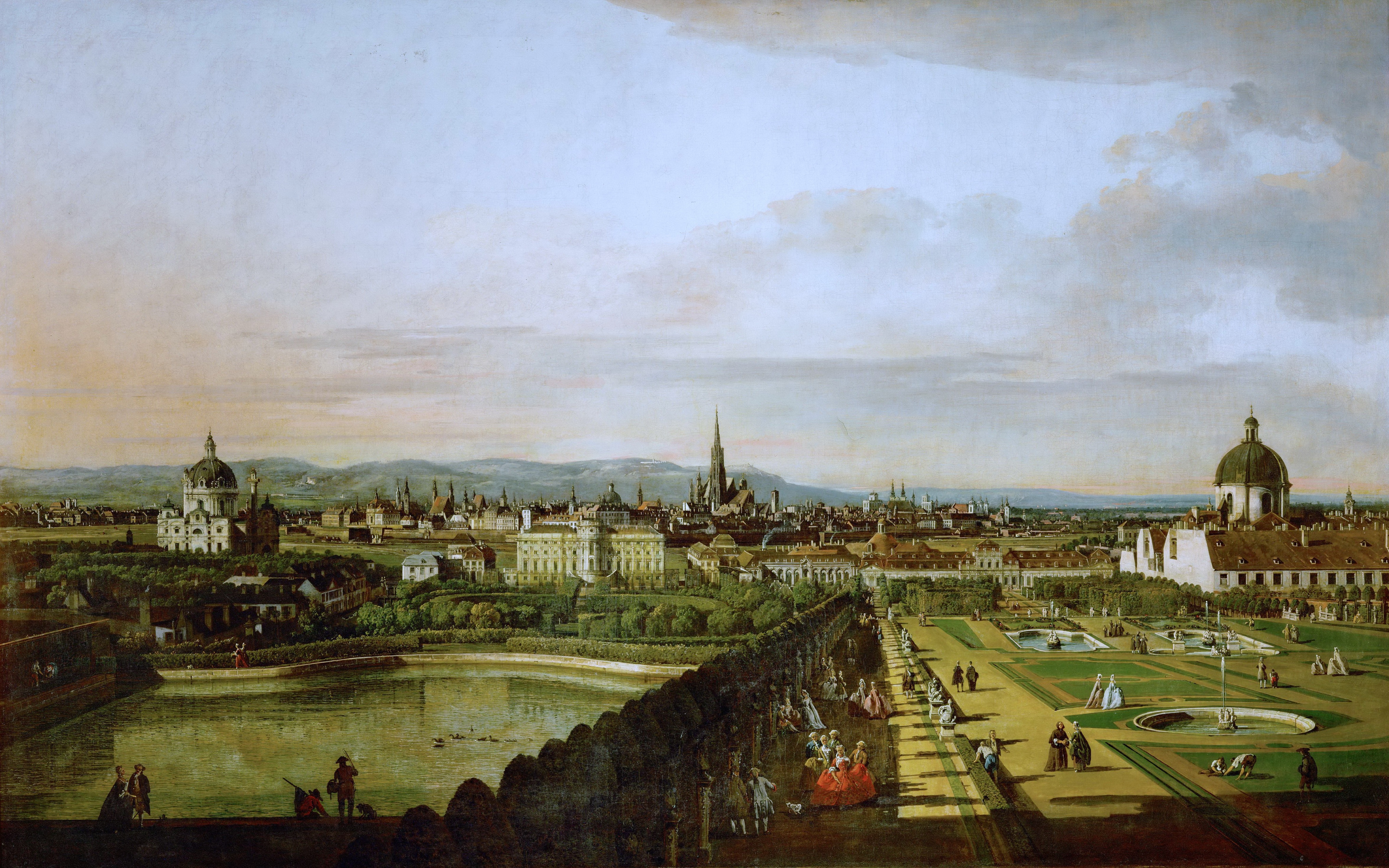
Wenen vanaf het Obere Belvedere, door Canaletto, 1758